# Celenza sul Trigno
Celenza sul Trigno är en ort och kommun i provinsen Chieti i regionen Abruzzo i Italien. Kommunen hade 895 invånare (2018).